# Manuel González González (músico)
Manuel González González, también conocido como Chicho del Funk (Santiago de Compostela, 30 de agosto de 1994) es un músico español.

## Trayectoria
Aunque nacido en Santiago siempre ha estado muy ligado a Trasar de Carballo y San Mamede (Carballedo) la tierra de sus abuelos. Estudió la primaria y secundaria en Santiago e hizo estudios de fisioterapia en Pontevedra en la UVIGO.
Desde muy joven tuvo afición por la música sobre todo en la interpretación con guitarra formándose en la escuela de música A Casa do Rock, en Santiago.

### Esteban & Manuel
Después de colaborar con varios grupos se dio a conocer con el dúo Esteban & Manuel recuperando el espíritu de la verbena, a ritmo de cumbia y Auto-Tune, o sea, de la verbena al trap, y del trap a la cumbia con Auto-Tune. Pueden ser considerados los padres gallegos de la cumbia-tune. Actuaron en el Monkey Week de Sevilla y se caracterizaban por vestir uno de rojo y lo otro de azul. Uno de los temas más conocidos de La banda sonora de tu día a día (La Melona, 2017) fue Ela namoroume ("Ella me enamoró").

### Boyanka Kostova
Desde 2016 Cibrán García (Saibran Yiyi) y Chicho del Funk formaron Boyanka Kostova, dúo gallego de música trap. En 2020 sacaron Os dous de sempre ("Los dos de siempre").

### Ortiga
Ortiga es un proyecto en solitario de Chicho que arrancó en 2019 con Chicho & sus chichas (Ernie Records). Ortiga es una evolución del incluso son de Esteban & Manuel con algunas peculiaridades que lo acercan aún más a la electrónica sin perder el alma latina y de fiesta popular que eran señales de identidad junto al efecto Auto-Tune. En sus diez temas se hace referencia a su tierra y la gente real.
Con elementos de la salsa, del merengue, la cumbia e incluso de la bachata, con el Auto-Tune típico de las canciones trap, pero la base tiene una caja de ritmos electrónica. Hay canciones en gallego y en uno de los cortes hay un sonido de un tutorial sobre ortigas porque la ortiga es una planta híper gallega y tuvo experiencias en la infancia con ella.
En agosto de 2020 le confesaba al Diario de Pontevedra:

Esteban e Manuel fomos os que empezamos co tema das cumbias, estabamos na escena underground galega pero non había ninguén interpretando este estilo, entón foi innovador. Con Boyanka Kostova pasou o mesmo pero co trap galego, que apenas había... Agora con Ortiga podo facer o que me dá a gana, porque estou eu só... Boyanka é trap, nel son unha especie de xograr que retrata o momento actual con música e facendo o parvo, e Ortiga é máis latino e cóntalle a súa vida á peña

"Esteban y Manuel fuimos los que empezamos con el tema de las cumbias, estábamos en la escena underground gallega pero no había nadie interpretando este estilo, entonces fue innovador. Con Boyanka Kostova pasó lo mismo pero con el trap gallego, que apenas había... Ahora con Ortiga puedo hacer lo que me dá la gana, porque estoy yo solo... Boyanka es trap, en él soy una especie de juglar que retrata el momento actual con música y haciendo el tonto, y Ortiga es más latino y le cuenta su vida a la peña"